# 费尔南多·莱德斯马
费尔南多·莱德斯马·巴特雷特（西班牙語：Fernando Ledesma Bartret，1939年12月30日—）是西班牙最高法院法官，西班牙工人社会党党员，1982年至1986年担任司法大臣。

## 生平
毕业于薩拉曼卡大學法学专业。在帕尔马、巴利亚多利德省级法院担任检察官和法官。1981年在众议院投票下当选为司法权总委员会成员。
1982年工人社会党在大选中获胜后，出任内阁司法大臣。任期内，于1988年2月9日在马德里与美国司法部长埃德温·米斯签署了一项新的引渡条约。其中明确规定，从事恐怖活动的人不是政治犯罪，因而将被视为引渡对象。1988年3月访华，与副总理乔石会谈。7月在改组内阁中被撤换，由恩里克·穆希卡接替。
他还在国务委员会担任常委，1991年4月当选主席，直到1996年5月24日卸任。
2009年5月继续担任国务委员会常委，兼任第四委员会主席（负责国防，工业，能源，旅游和数字议程）。

## 荣誉
- 大十字级圣雷蒙多·德佩尼亚福特勋章（1989年）[8]
- 大十字级卡洛斯三世勋章（1989年）[9]